# Dvory nad Lužnicí (železniční zastávka)
Dvory nad Lužnicí (dříve též německy Beinhöfen) jsou železniční zastávka v obci Dvory nad Lužnicí v okrese Jindřichův Hradec v Jihočeském kraji. Leží na neelektrizované trati z Českých Velenic do Veselí nad Lužnicí. Zastávku pravidelně obsluhují pouze osobní vlaky Českých drah. Rychlíky zastávkou pouze projíždějí. Zastávka byla součástí někdejší Dráhy císaře Františka Josefa. Součástí železniční zastávky bylo i závorářské stanoviště č. 11 s obsluhou 5 mechanických závor. Modernizací železniční tratě 226 byly mechanické závory nahrazeny moderním světelným přejezdovým zabezpečovacím zařízením. Tímto krokem byla zrušena dopravní služba s pokladní přepážkou.[zdroj?]